# Geoffrey Wykes
Geoffrey Wykes, född 22 november 1890 i Clarendon Park, Leicester, död 1 maj 1926 i Kingston upon Hull, var en engelsk cricketspelare, som spelade för Leicestershire.
Han debuterade i en match mot Surrey, mot vilka han gjorde två ducks. Han blev bränd av Percy Fender på hans egen bowl i den första inningsen, och av Andy Sandham på Fenders bowl i den andra.
I Wykes andra och sista match gjorde han två runs i den första och en duck i den andra inningsen. Han avled mindre än tre år efter sin sista match.